# Les Paradis artificiels (festival)
Cet article concerne le festival. Pour le film brésilien, voir Les Paradis artificiels (film). Pour l'essai de Baudelaire, voir Les Paradis artificiels.
Les Paradis artificiels est un festival de musiques actuelles créé en 2007 qui se déroule en mars dans l'agglomération lilloise. Il est organisé par la société de production À Gauche de la Lune et son édition 2009 a accueilli 42 000 spectateurs.

## Histoire

### Années 2000

#### 2007
- Mardi 24 avril à L'Aéronef de Lille : Bloc Party et Biffy Clyro
- Mercredi 25 avril au Grand Mix de Tourcoing : Oxmo Puccino, John Banzai et The Jazz Bastards
- Jeudi 26 avril au Colisée de Roubaix : Nosfell, Keren Ann et Thomas Dybdahl
- Vendredi 27 avril au Splendid de Lille : The Rakes, Malibu Stacy et Hey Gravity
- Samedi 28 avril au Zénith de Lille : Within Temptation, In Extremo + Guests
- Dimanche 29 avril au Zénith de Lille : Made In Jamaica avec Bunny Wailer, Capleton, Mystic Revelation of Rastafari, Third World + Guests
- Mercredi 2 mai au Zénith de Lille : Olivia Ruiz et Bertrand Louis

#### 2008
Du 15 au 21 avril 2008 : Renan Luce, Serj Tankian, AaRON, The Subways, Tiken Jah Fakoly, Daniel Darc, Le Peuple de L'Herbe, Gentleman, The Dø, Grand Corps Malade, Dub Incorporation, Bonobo, Thomas Dutronc, Groundation, Yael Naim, Aṣa, Pauline Croze, Alexis HK, Brisa Roché, Empyr, Birdy Nam Nam, Max Boublil, Nada Surf, Alela Diane, The Tellers, Fancy, Hey Hey My My, Sebastian Sturm, Gravenhurst, Chris Clarke, Pete Philly & Perquisite, Nervous Cabaret, Quidam, Cactus in Love, Mademoiselle K...

#### 2009
20 au 27 avril
- Aéronef : Gojira, Enter Shikari, Dagoba, Henri Death, Wildbirds & Peacedrums, Battant, Telepathe, Lena Deluxe, Miss Kittin & The Hacker, Yuksek, South Central
- Cave aux Poètes : The Delano Orchestra, Cœur de Pirate
- Fnac : Felipecha
- Gare Saint-Sauveur : Montgomery, Papa Maman ce soir on sort
- Grand Mix : Toots and the Maytals, Jahcoustix, PVT, Belleruche, Health, Peter Von Poehl, Marie Modiano
- Kiosk : Kap Bambino, Dj Donna Summer, Duran Duran Duran
- Maison Folie Moulins : Sliimy, Curry & Coco, Hindi Zahra, Krystle Warren, Miss Platnum, The Jessie Rose Trip, Berlin Garden Party
- Maison folie de Wazemmes : Puppetmastaz, Orelsan
- La Péniche : Revolver, Luciole, Fredrika Stahl, Stereo Pleasure
- Platinium Club : Tiga, Brodinski, Das Glow
- Théâtre Sébastopol : Pete Doherty, Roses Kings Castles, Rod Stewart, Christophe, Justin Nozuka, Berry, Selah Sue
- Splendid : La Chanson du Dimanche, Housse de Racket, In The Club, Charlie Winston, The Noisettes, La Rue Ketanou
- Zenith : Benabar, Felipecha, Delbi, Keziah Jones, Patrice, Grace, Bensé, Cowboys Fringants, La Rue Ketanou, Babylon Circus

### Années 2010

#### 2010
12 au 19 avril
- Aéronef : Danakil, The Gladiators, Rebelution, Arrested Development, Fool's Gold, Iswhat ?!
- Gare Saint-Sauveur : Missil, Rachida Darti vs Ben le Rouge, Folk Adhoc, Thee, stranded horse, Lonesome French Cowboy, Leo88man
- Grand Mix : Mulatu Astatke & The Heliocentrics (en), Oceana, Ben l'Oncle Soul
- Kiosk : Molecule, Mikix The Cat
- Maison Folie Moulins : Wave Machines, Yacht & The straight Gaze, The Bewitched Hands, John & Jehn, Mr Day, Dan le Sac Vs Scroobius Pip (en), The Bazzookas, Tommigun
- Peek A Boo : Cellulight
- La Péniche : Florent Vintrignier, Julien Pras, Tender Forever, Royal Bangs, Montgomery, Green Vaughan, Hook & The Twins
- Splendid : Da Silva, Eiffel, Automatiq, Loudblast, Gorod, Betraying The Martyrs, Luke, Puggy, Absynthe Minded, Daniel Johnston & The Beam Orchestra, Black Joe Lewis
- Supermarket : Grum
- Théâtre Sébastopol : Nouvelle Vague, An Pierlé & White Velvet, Amélie, Sanseverino, Carmen Maria Vega, Dick Annegarn, Les Mauvaises Langues, Neeskens, Cœur de Pirate, Fredrika Stahl
- Tri Postal : Damien Lazarus, Jamie Jones, Clive Henry, APM001, Fanny Bouyagui
- Zenith : The Prodigy, Crookers, The Subs, Archive, Wax Tailor, Alice Russell, Iggy & The Stooges, Triggerfinger, The Black Box Revelation, Prod Stewart

#### 2011
13 au 22 avril
- Aéronef : Ayọ, Brisa Roché, Apocalyptica, Aloe Blacc, Gizelle Smith, Paul Kalkbrenner, Addictive TV
- Grand Mix : Les Hurlements d'Léo, Florent Vintrigner, Tahiti 80, Cascadeur, Fujiya & Miyagi, Jon Hopkins, Gold Panda, Gentleman (and The Evolution), Rupa & The April Fishes
- La Péniche : Oh La La !, Lou Lesage, The Amplifetes, Filewile, Été 67, She’s a Boy, Lail Arad, Vismets
- Splendid : Sexy Sushi, Rafale, Stromae, Shaka Ponk, Nasser, Yann Tiersen, Syd Matters, Greenshape, Julian Perretta, Irma, Florrie
- Théâtre Sébastopol : Yodelice, Florent Marchet
- Zénith : Soprano, Raggasonic, Flobots, AaRON, Lilly Wood and the Prick, Morcheeba, Housse de Racket, Alpha Blondy, The Abyssinians, The Congos

#### 2012
16 au 25 avril
Programmation complète :
- Aéronef : Cabaret Freaks : Orbital, Digitalism, Slagsmålsklubben / Scott Kelly / C2C, 1995, Beat Assailant
- Église Saint-André de Lille : Peter von Poehl
- Grand Mix : Puppetmastaz, UNNO /  Baxter Dury, Rover, Rebbeca Mayes / Roots Manuva, Ben Sharpa & 4DLS / Daniel Darc, Greenshape / Balthazar, Matthew Dear
- Hermitage gantois : Russian Red
- La Péniche : Éléphant / Pinkunoizu / Mathieu Boogaerts / We the Kings / Dillon / Botibol, Pharaohs / King Charles
- Splendid : Da Silva, Alan Corbel / The Black Box Revelation, The Minutes, Citizens!
- Théâtre Sébastopol : Thomas Dutronc, Barcella
- Zénith : Method Man, Nneka, Chinese Man, Ky-Mani Marley, Le Peuple de l'Herbe, Hollie Cook / Simple Plan, Pony Pony Run Run, Stuck in the Sound, Kid Bombardos

#### 2013
8 au 18 avril
- Aéronef : BB Brunes, Absynthe Minded
- Église Sainte-Catherine : Peter von Poehl
- Grand Mix : La Femme, Bonaparte, Poni Hoax, The Amplifetes
- Hospice Gantois : An Pierlé
- La Péniche : Maissiat, Fiodor Novski, Birth of Joy, The Popopopops, Retro Stefson, Evening Hymns, Titan Parano, Sinkane, Heymoonshaker, Éléphant, Paon, Bright Moments
- Splendid : Asaf Avidan, Fredrika Stahl, 1995
- Théâtre Sébastopol : Cœur de pirate, Arman Méliès
- Zénith : Archive, The Bewitched Hands, Fun.

#### 2014
8 au 18 avril
- Aéronef : Balthazar, Girls in Hawaii, Mélanie De Biasio
- Grand Sud : Danakil, Papa Style, Irie Révoltés
- Hospice Gantois : Benjamin Clementine
- Maison Folie Beaulieu : Peter von Poehl
- Maison Folie Moulins : Pale Grey, Bosco Delrey
- La Péniche : Peter Peter, Sam Amidon, Murkage, David Lemaitre, Mozes and The Firstborn, ALB, Paon, Hill Valley
- Splendid : S-Crew, Biga Ranx, GiedRé, Barcella, Da Silva
- Théâtre Sébastopol : Agnes Obel, Bent Van Looy, Renan Luce, Éléphant, Julien Doré, Amara
- Zénith : Stromae

#### 2015
10 avril au 20 mai
- Aéronef : Bakermat, Rival Sons, Triggerfinger, Birth of Joy
- Cave aux Poètes : Autour de Lucie, Lena Deluxe
- Église Sainte-Catherine : Black Yaya, Low Roar
- Grand Mix : Superpoze, Buvette, Koudlam, Guts, Kacem Wapalek
- Hospice Gantois : Les Garçons Manqués
- Métaphone : Arthur H, Liz Cherhal
- La Péniche : Shake Shake Go, Rae Morris, Radio Elvis, Aqua Roja, Palace, Lonely The Brave, Floor, Fyfe, The Pirouettes, Perez
- Splendid : Hindi Zahra (annulé)
- Zénith : The Prodigy, Fauve, Black M, Youssoupha, The Shin Sekaï, Coely

#### 2016
19 au 23 avril
- Aéronef : Bigflo et Oli
- Grand Mix : Alice on the Roof, Kazy Lambist, Matt Simons, Vald, Georgio, Carpenter Brut, Perturbator
- La Péniche : Teleman, The Big Moon, Loyle Carner, Tim Dup, Yanis, Fishbach
- Splendid : Jain, Shake Shake Go, Camp Claude
- Zénith : N'to, Gramatik, Method Man & Redman

#### 2017
14 au 18 mars

10 000 spectateurs répartis sur les 9 soirées
- Aéronef : Sch, Sofiane, Sianna
- Le Biplan : Sticky Boys, Overdrivers
- Grand Mix : Mathieu Boogaerts, Peter von Poehl, Papooz, The Pirouettes, VOYOV, Talisco, Kid Francescoli,
- Splendid : Taïro & The Family Band, Jahneration, Naive New Beaters, Cléa Vincent, Marlin, Claudio Capéo, Féfé
- Zénith : Unno, French Fuse, Tommy Cash, Salut c'est cool, Møme, Feder, Birdy Nam Nam

#### 2018
12 au 18 mars

23 000 spectateurs répartis sur les 23 soirées.
- Aéronef : Polo & Pan, Kid Francescoli, Kazy Lambist
- La Condition Publique : The Soft Moon, Barbagallo, Helm, Eddy de Pretto, Therapie Taxi, Tim Dup, Editors, Public Service Broadcasting
- Le Dancing : Lonepsi, J. P. Nataf, Barbarossa
- Le Flow : Ash Kidd, C.Sen, Don Choa, Veerus
- La Ressourcerie : Le Son de la Plaine, Team Pzzle Festival, LM Magazine DJ set, Team Main Square Festival, Dee Nasty, Isaac Delusion
- Splendid : Frank Carter & The Rattlesnakes, Birth of Joy, Demob Happy (en), Arthur H, Gaël Faure, Chaton, Soviet Suprem, The Liquidators, Avatar, Old Kerry Mckee, Hellzapoppin, Rejjie Snow, Wiki, Lewis OfMan
- Théâtre Sébastopol : Calypso Rose, Kobo Town (en), Goran Bregović
- Zénith : Synapson, Rone, Klingande, L'Impératrice, Nasser, Les Gordon, DREC, Vald, Roméo Elvis, Lorenzo, L'Or du commun, Biffty & DJ Weedim, Le 77

#### 2019
L'édition 2019 a lieu du 26 au 31 mars.
- mardi 26 mars : Vendredi sur Mer, Corine, Claire Laffut
- mercredi 27 mars : Shayfeen & MADD, Nelick, Enter Shikari, Structures
- jeudi 28 mars : Marya Andrade, Winston McAnuff & Fixi, The Sore Losers, The Psychotic Monks, Hornet la Frappe
- vendredi 29 mars : dEUS, Triggerfinger, The Limiñanas, Cléa Vincent, Voyou, Muddy Monk
- samedi 30 mars : The Blaze, Jeanne Added, Bagarre, Kiddy Smile Live, Clara Luciani, 47Ter, VSO
- dimanche 31 mars : MHD, Caballero, Jeanjass, Georgio, Kikesa, Nusky, Lou Doillon

### Années 2020

#### 2020
L'édition a été annulée à la suite de la pandémie de Covid-19.

#### 2022
En 2022, le festival se déroule dans un seul lieu et oriente sa programmation sur le rap,.
Programmation complète :
- 3 juin : Laylow, Roshi, Luv Resval, SDM, Zinée, Makala, Eesah Yasuke, Sally, Konga
- 4 juin : Zola, Josman, Ziak, Kikesa, Mara, Lujipeka, Jäde, Zamdane, Ichon, BEN plg, STO

#### 2023
2 juin : Dinos, Kerchak, Bekar, Chilla, Bu$hi, Winnterzuko, STO, H JeuneCrack, Juste Shani, Marguerite Thiam
3 juin : PLK, ZKR, Realo, Meryl, Khali, Benjamin Epps, J9ueve, Rounhaa, Luther, BabySolo33, Brö